# Neuer Jüdischer Friedhof (Sonsbeck)

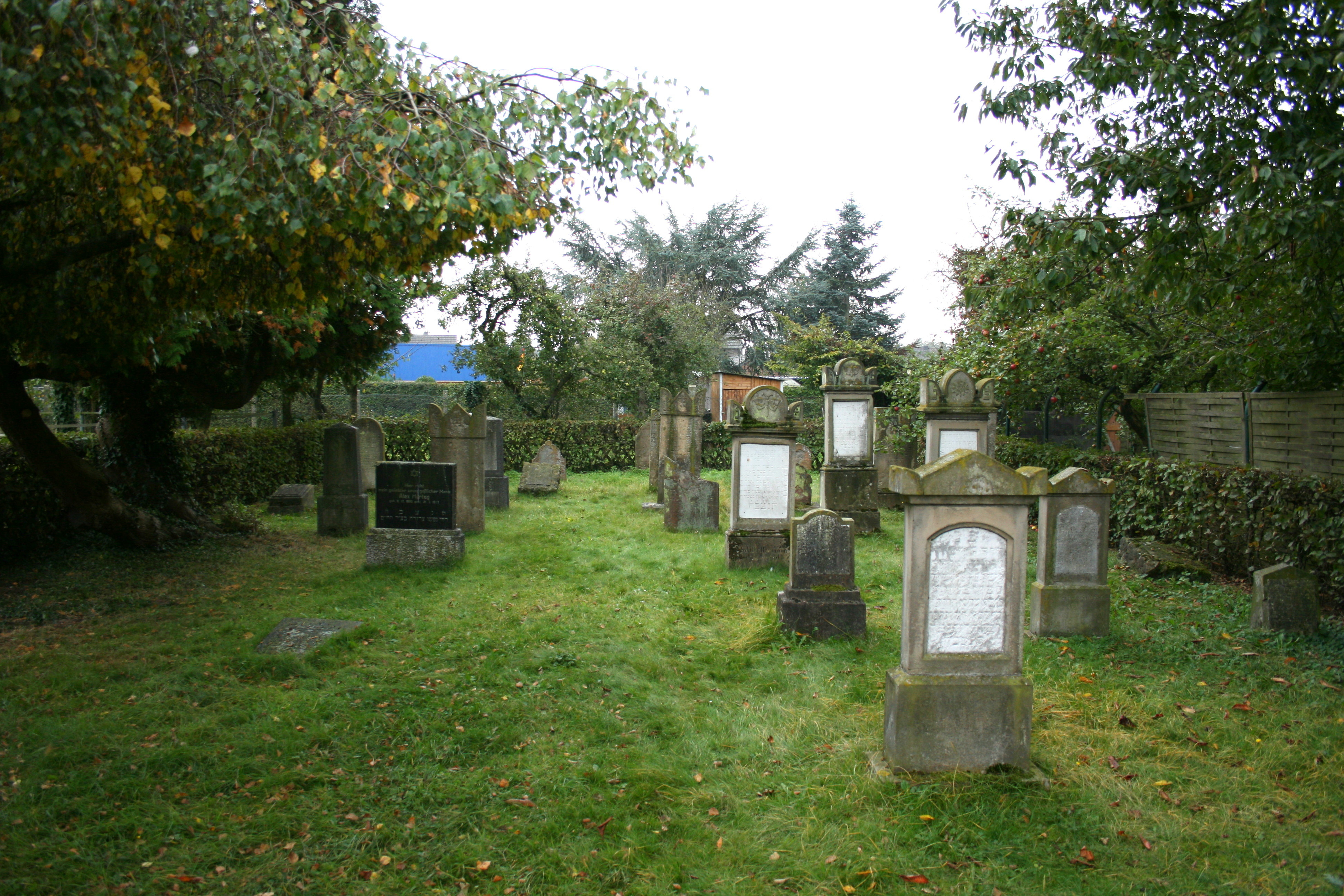
Der jüdische Friedhof in Sonsbeck (2008)

Der Neue Jüdische Friedhof Sonsbeck befindet sich in der Gemeinde Sonsbeck im Kreis Wesel in Nordrhein-Westfalen. Als jüdischer Friedhof ist er ein Baudenkmal und unter der Denkmalnummer 20 in der Denkmalliste eingetragen.
Auf dem Friedhof in der Xantener Straße sind 33 Grabsteine erhalten. Der Friedhof, der von 1844 bis zum Jahr 1937 belegt wurde, ist über einen Privatweg erreichbar.

## Alter jüdischer Friedhof
- Koordinaten: 51° 36′ 26,6″ N, 6° 22′ 40″ O

Der alte jüdische Friedhof zwischen historischer Stadtmauer und Wallgraben, der teilweise von der Filderstraße überbaut worden ist, wurde vom 18. Jahrhundert bis zum Jahr 1834 belegt. Auf diesem Friedhof gibt es keine Grabsteine mehr. Sie waren in den 1920er Jahren verschwunden und bereits auf Karten von 1906 nicht mehr verzeichnet.